# Natori

Natori (名取市 Natori-shi?) este un municipiu din Japonia, prefectura Miyagi.